# 住友不動産西新宿ビル

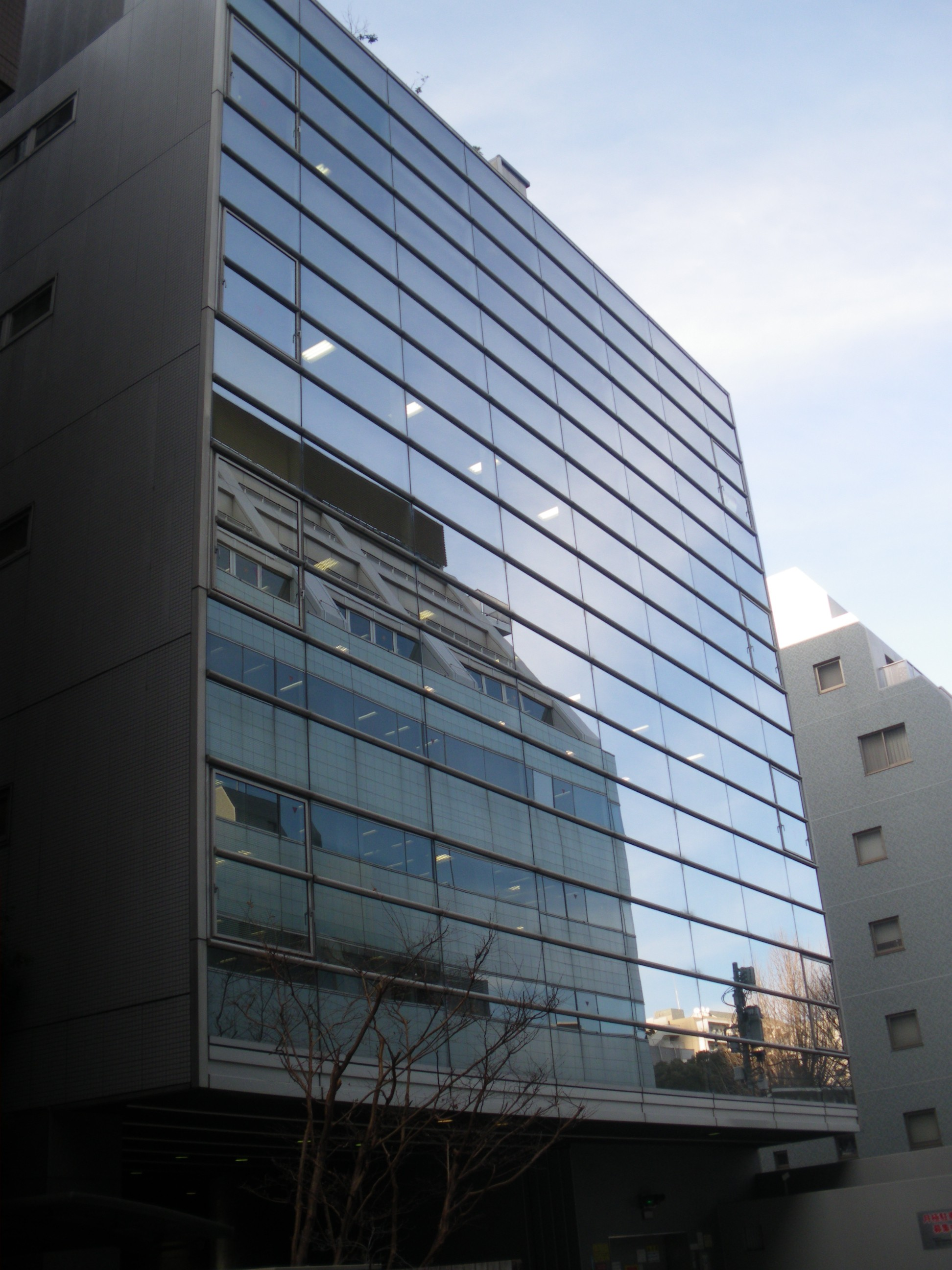
住友不動産西新宿ビル2号館

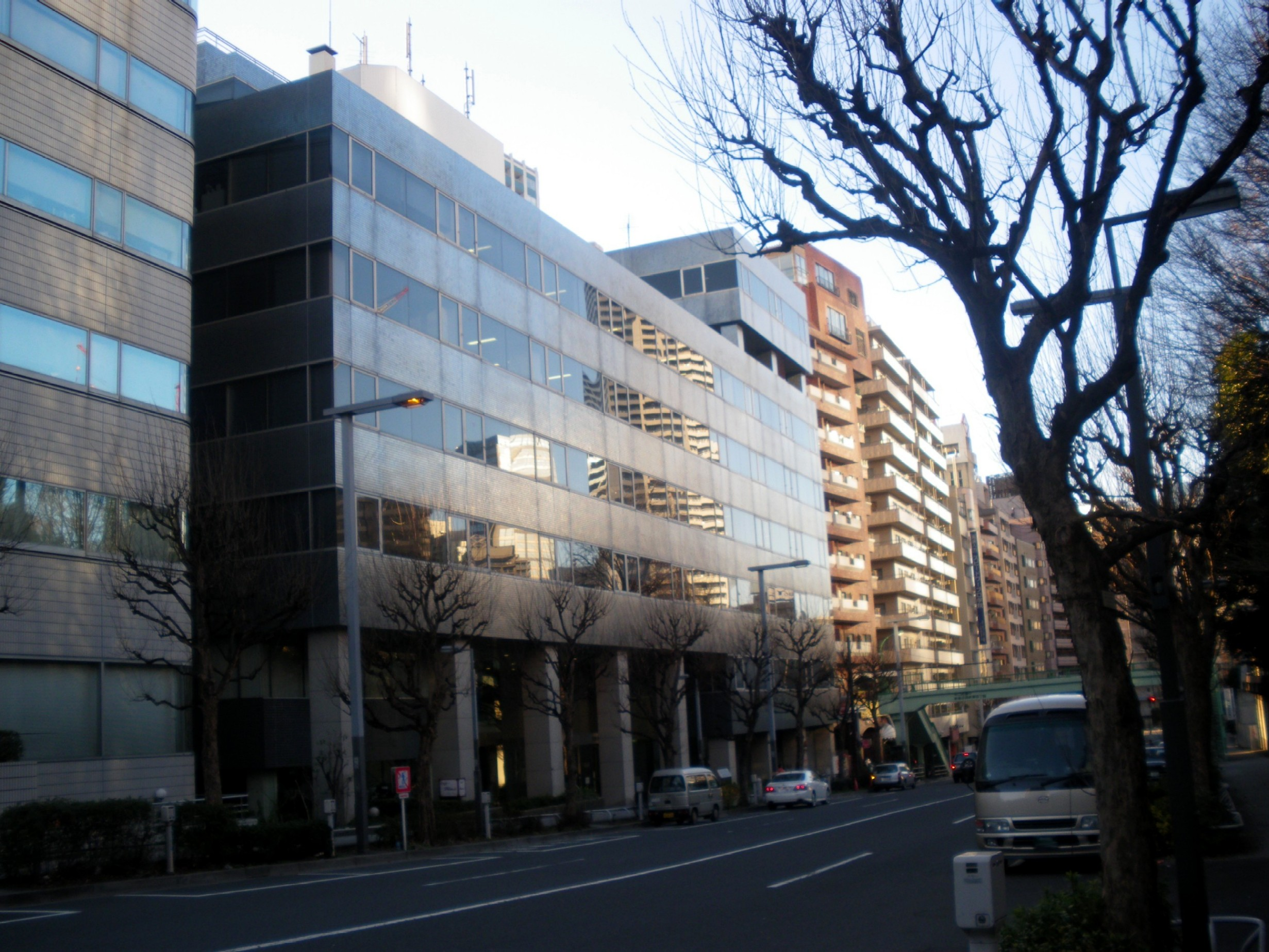
住友不動産西新宿ビル3号館

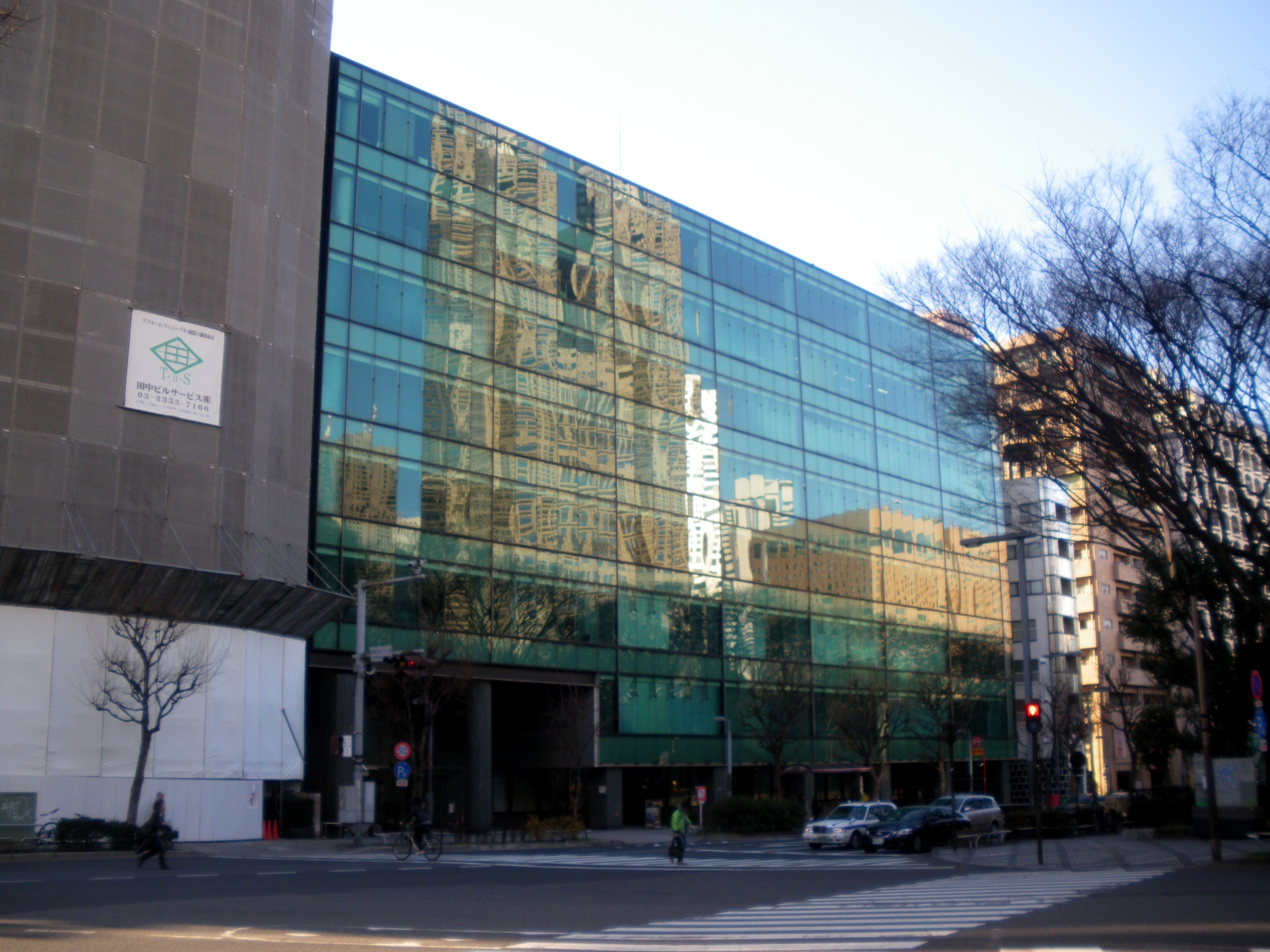
住友不動産西新宿ビル4号館

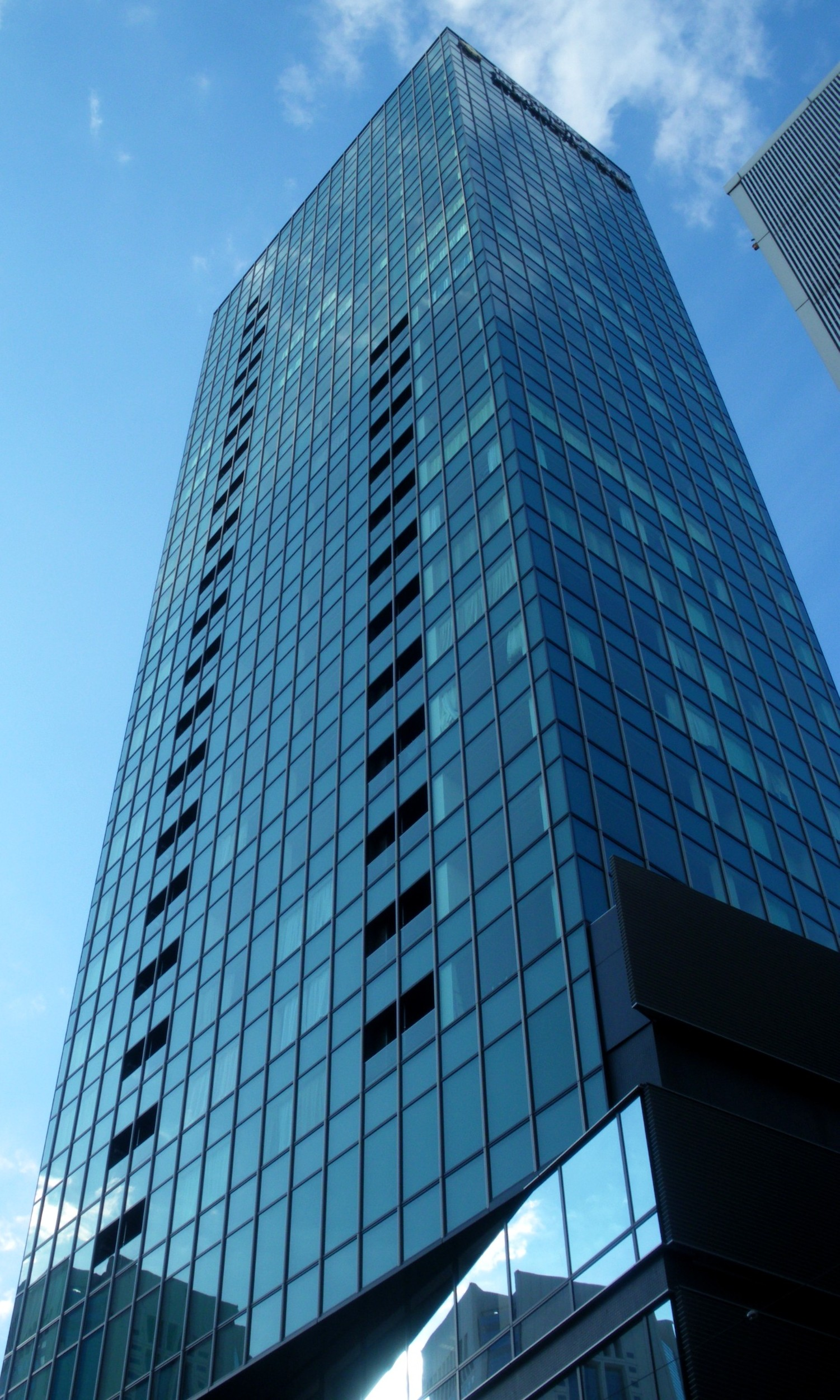
住友不動産西新宿ビル5号館（プラティーヌ新宿新都心）

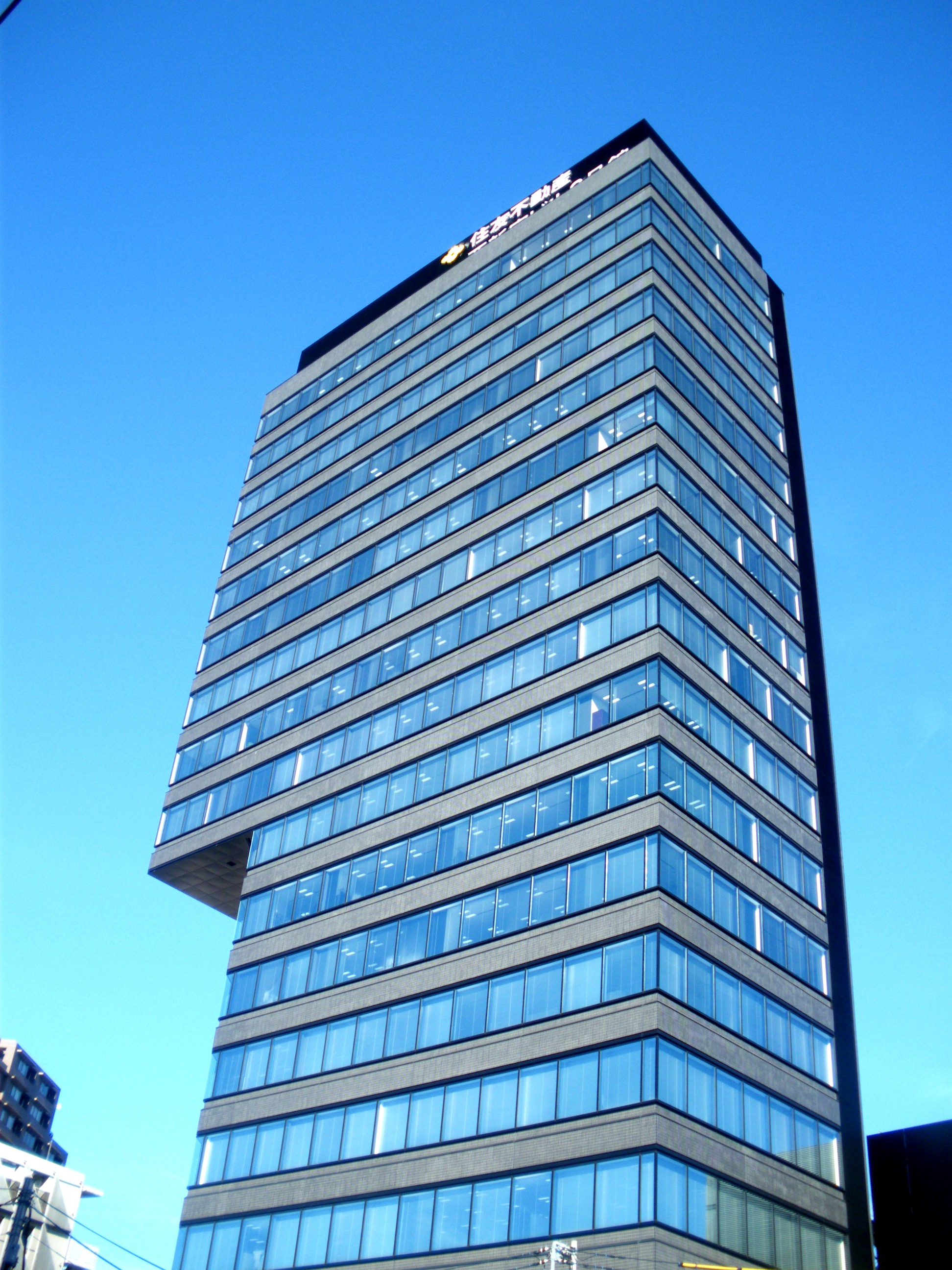
住友不動産西新宿ビル6号館

住友不動産西新宿ビル（すみともふどうさんにししんじゅくビル）は、東京都新宿区西新宿の新宿新都心の一角にある超高層ビルである。竣工は2009年（平成21年）4月。近隣に同じ名を有する2号館、3号館、4号館、5号館、6号館があるが（後述）これらは別館という位置づけではなく、それぞれ独立した建物となっている。多くはオフィスがテナントとして入っているが、住友不動産西新宿ビルと住友不動産西新宿ビル5号館には同じ建物内に都心型高級賃貸マンションが入っている。英語名称は『SUMITOMO FUDOSAN NISHI SHINJUKU BLDG, No.x』。

## 住友不動産西新宿ビル

### 概要
西新宿七丁目の青梅街道に面しており、青梅街道をはさんだ向かい側に野村ビルがある。従前、老朽木造家屋や飲食店などが密集し、防災的にも課題を抱えていた区域を、都の総合設計制度を適用し、建設された複合超高層ビルである。
青いガラス張りで統一されたデザインとなっており、オフィスエントランスは約17mの吹き抜け大空間となっている。
高さは133メートル・33階建て。高層階（15階から33階）には企業などが入り、低層階（2階から14階）は、1LDK～3LDKまでの多様な住戸がある『プラティーヌ西新宿』という高級賃貸マンションになっている。

### テナント
主な入居者は以下の通り。
- TMJ - 本社
- 明光義塾 - 本部
- さくらインターネット - 東京支社
- グッドコムアセット - 本社
- ローデ・シュワルツ - 日本法人
- DMM.com - 西新宿事業所
- ヤマティー - 西新宿オフィス
- エコ・プラン - 東京本社
- データX

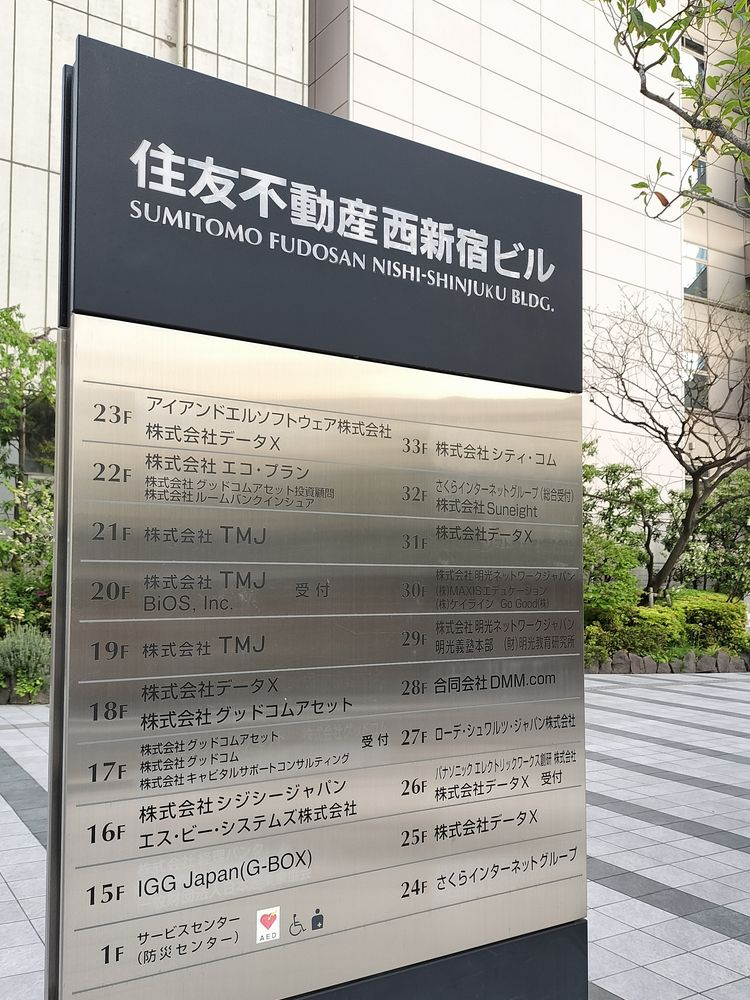
ビル前に立つ案内（2024年4月）

### アクセス方法
- 新宿駅より徒歩6分
- 都営大江戸線 都庁前駅より徒歩5分、または新宿西口駅より徒歩4分
- 地下鉄丸ノ内線 西新宿駅より徒歩3分
- 西武新宿線 西武新宿駅より徒歩7分
- 駐車場:ビル内に118台収容できる駐車場がある。

### 関連施設

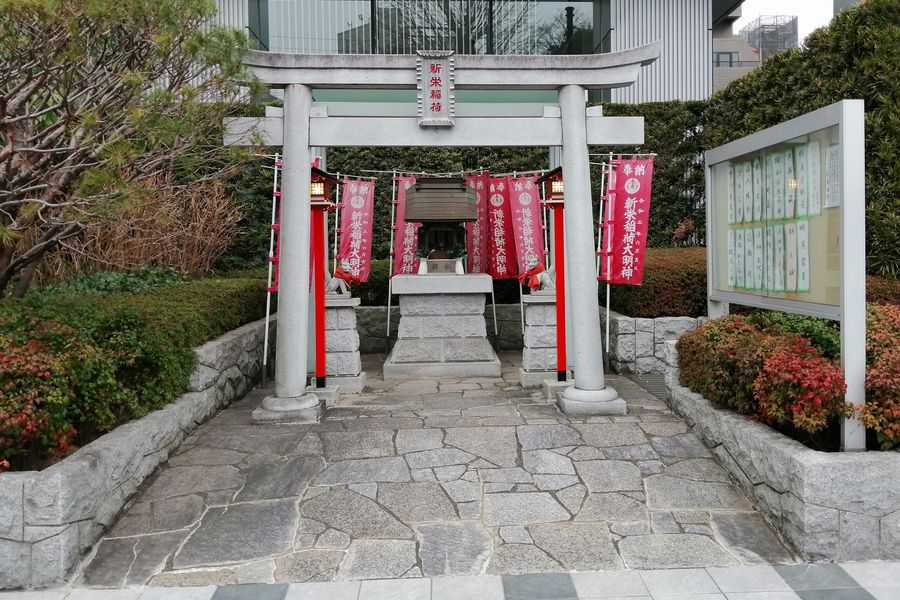
新栄稲荷大明神
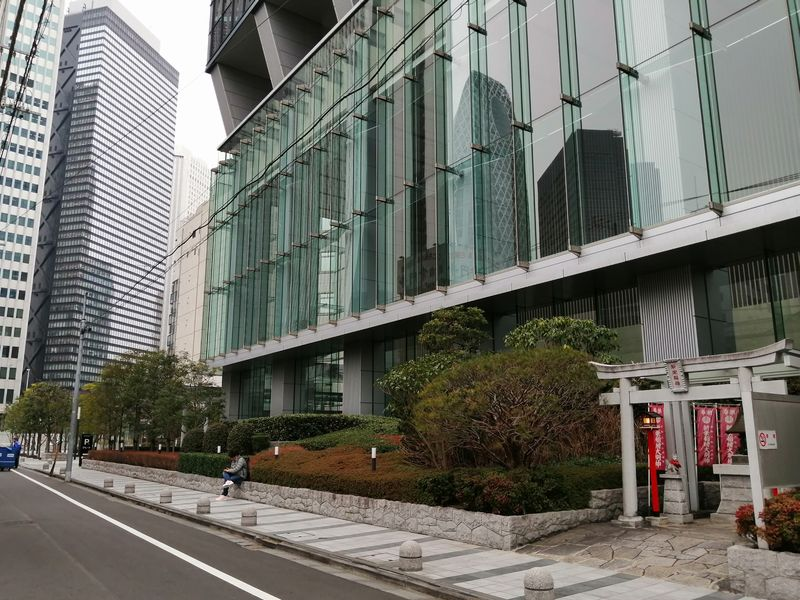
ビルの脇にある。

- 新栄稲荷大明神
- ビルの脇にある。

## 住友不動産西新宿ビル2号館
- 西新宿八丁目にあるビル。青梅街道付近に所在。高層ビルではなく、一般的なオフィスビルとなっている。西側には住友不動産新宿グランドタワーがある。

### ビル概要
- 地上6階　地下1階
- 竣工:1992年9月
- 所在地・アクセス:西新宿八丁目15番7号（北緯35度41分44.8秒 東経139度41分28.8秒 / 北緯35.695778度 東経139.691333度）。地下鉄丸ノ内線・西新宿駅より徒歩約5分。

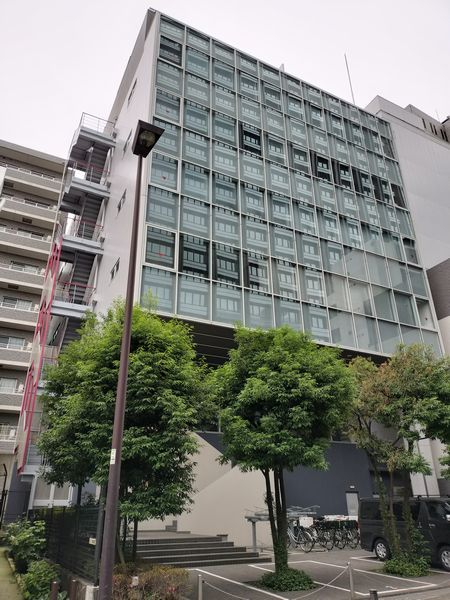
西側より見る。向かいのグランドタワーが窓に映っている。

## 住友不動産西新宿ビル3号館
- 西新宿四丁目にあるビル。十二社通り沿いに所在。高層ビルではなく、一般的なオフィスビルとなっている。かつては「三省堂新宿ビル」という名称だった。イベントホール、貸会議室の『ベルサール西新宿』がある。

### ビル概要
- 地上8階　地下1階
- 竣工:1987年5月
- 駐車場あり。
- 所在地・アクセス:西新宿四丁目15番3号（北緯35度41分22.1秒 東経139度41分16.9秒 / 北緯35.689472度 東経139.688028度）。都営大江戸線都庁前駅より徒歩3分。また新宿駅より徒歩15分。他に新宿駅西口よりビル関係者専用でシャトルバスの便がある。（後述）

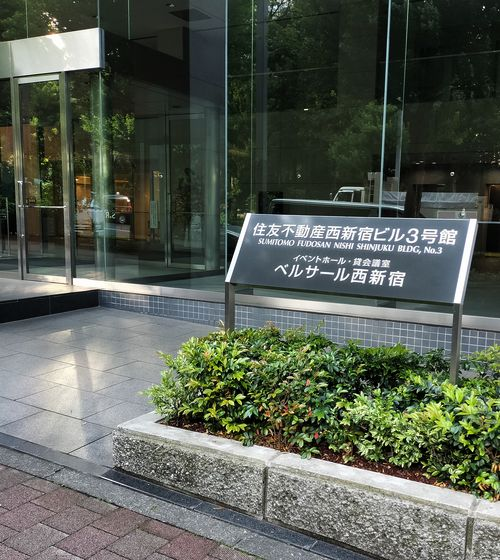
3号館の入口

## 住友不動産西新宿ビル4号館
- 西新宿四丁目にあるビル。十二社通り沿いに所在。高層ビルではなく、一般的なオフィスビルとなっている。かつては「新宿中央公園ビル」という名称だった。

### ビル概要
- 地上8階　地下1階
- 竣工:2003年1月
- 駐車場あり。
- 所在地・アクセス:西新宿四丁目33番4号（北緯35度41分11.7秒 東経139度41分20.3秒 / 北緯35.686583度 東経139.688972度）。都営大江戸線都庁前駅より徒歩5分。また新宿駅より徒歩10分。他に新宿駅西口よりビル関係者専用でシャトルバスの便がある。（後述）

## 住友不動産西新宿ビル5号館
- 西新宿四丁目にあるビル。十二社通り付近の水道道路沿いに所在。地上27階建ての高層ビルとなっている。低層階はオフィスビルであるが、8階から27階までは『プラティーヌ新宿新都心』という高級賃貸マンションになっている。かつて当地には「東京年金基金センター・セブンシティ」という宿泊施設や会議室、スポーツ施設などが入ったビルがあった。

### ビル概要
- 地上27階　地下1階。高さ:約97m
- 竣工:2008年5月
- 駐車場あり。
- 所在地・アクセス:西新宿四丁目34番7号（北緯35度41分11.3秒 東経139度41分18.3秒 / 北緯35.686472度 東経139.688417度）。都営大江戸線都庁前駅より徒歩8分。また新宿駅より徒歩10分。京王新線・初台駅より徒歩8分・他に新宿駅西口よりビル関係者専用でシャトルバスの便がある。（後述）

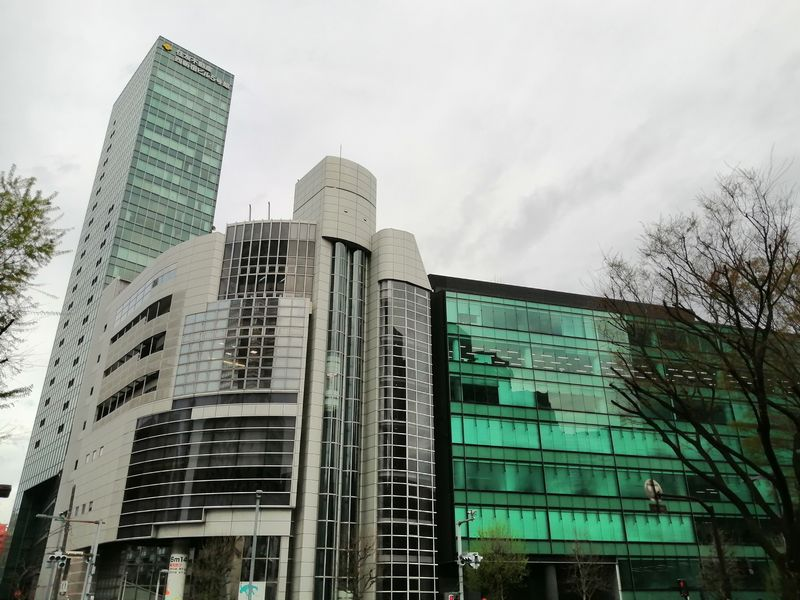
4号館と5号館は近接している（間の建物は新宿区立角筈地域センター）。
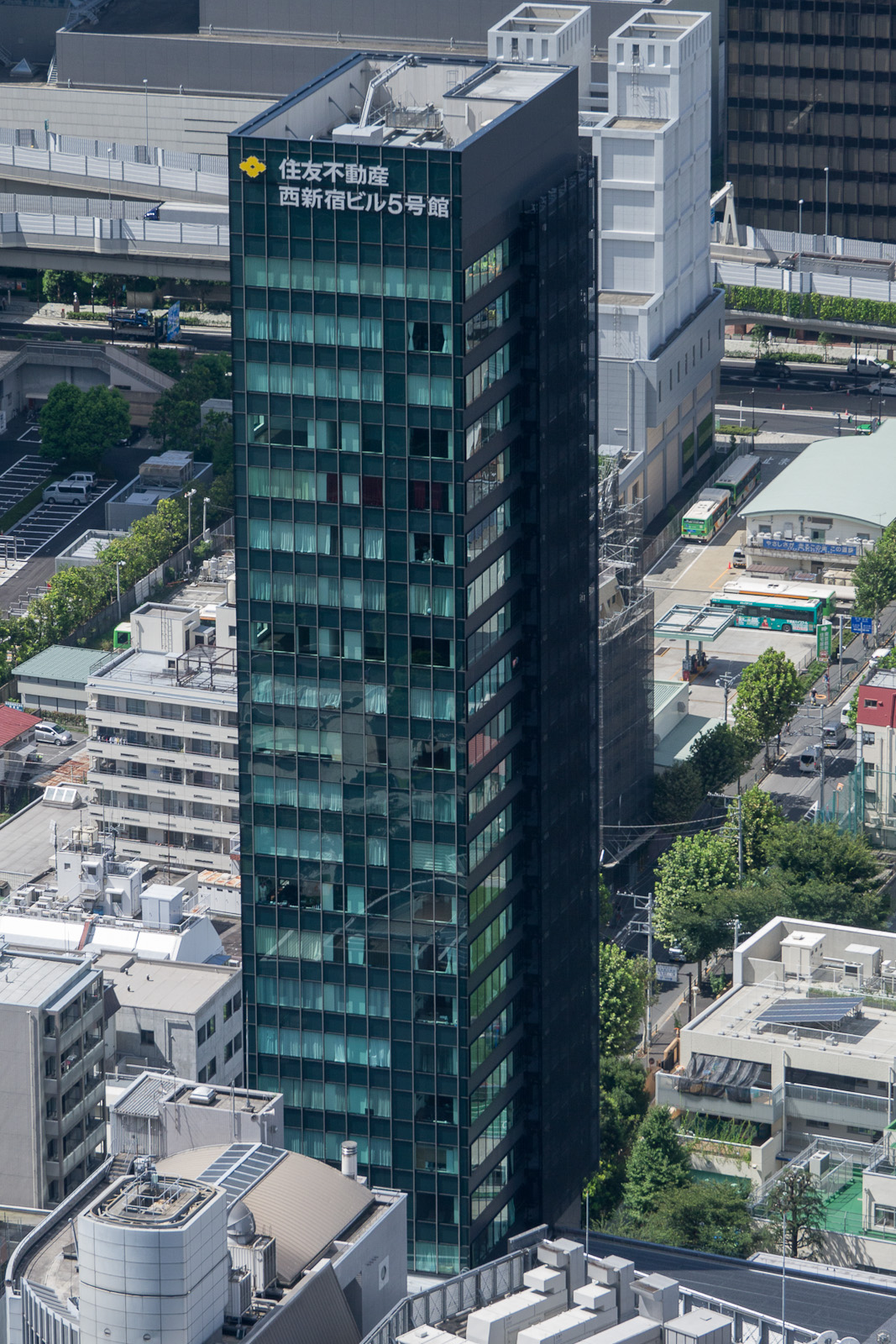
5号館を都庁展望室から望む。

## 住友不動産西新宿ビル6号館
- 渋谷区本町三丁目にあるビル。清水橋交差点（方南通りと山手通りの交差点）傍に所在。地上17階建てのオフィスビルとなっている。当初は高さ179mの超高層マンションになる予定だったが、規模等が縮小された。

### ビル概要
- 地上17階　地下1階。高さ:約73m
- 竣工:2008年5月
- 駐車場あり。
- 所在地・アクセス:渋谷区本町三丁目12番1号（北緯35度41分21.6秒 東経139度40分56.4秒 / 北緯35.689333度 東経139.682333度）。都営大江戸線西新宿五丁目駅より徒歩2分。また地下鉄丸ノ内線・都営大江戸線・中野坂上駅より徒歩12分。京王新線・初台駅より徒歩13分。

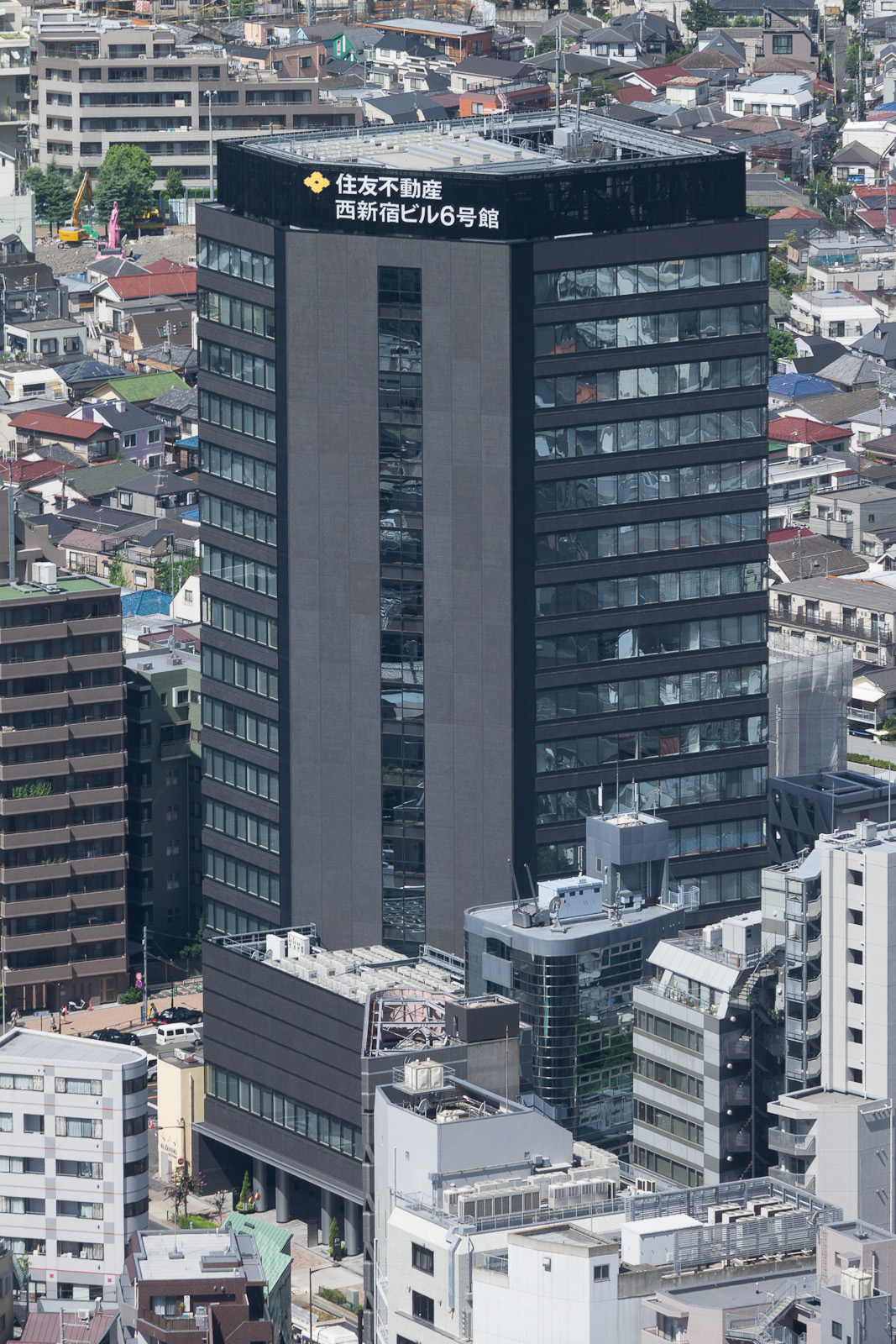
都庁展望室から望む。
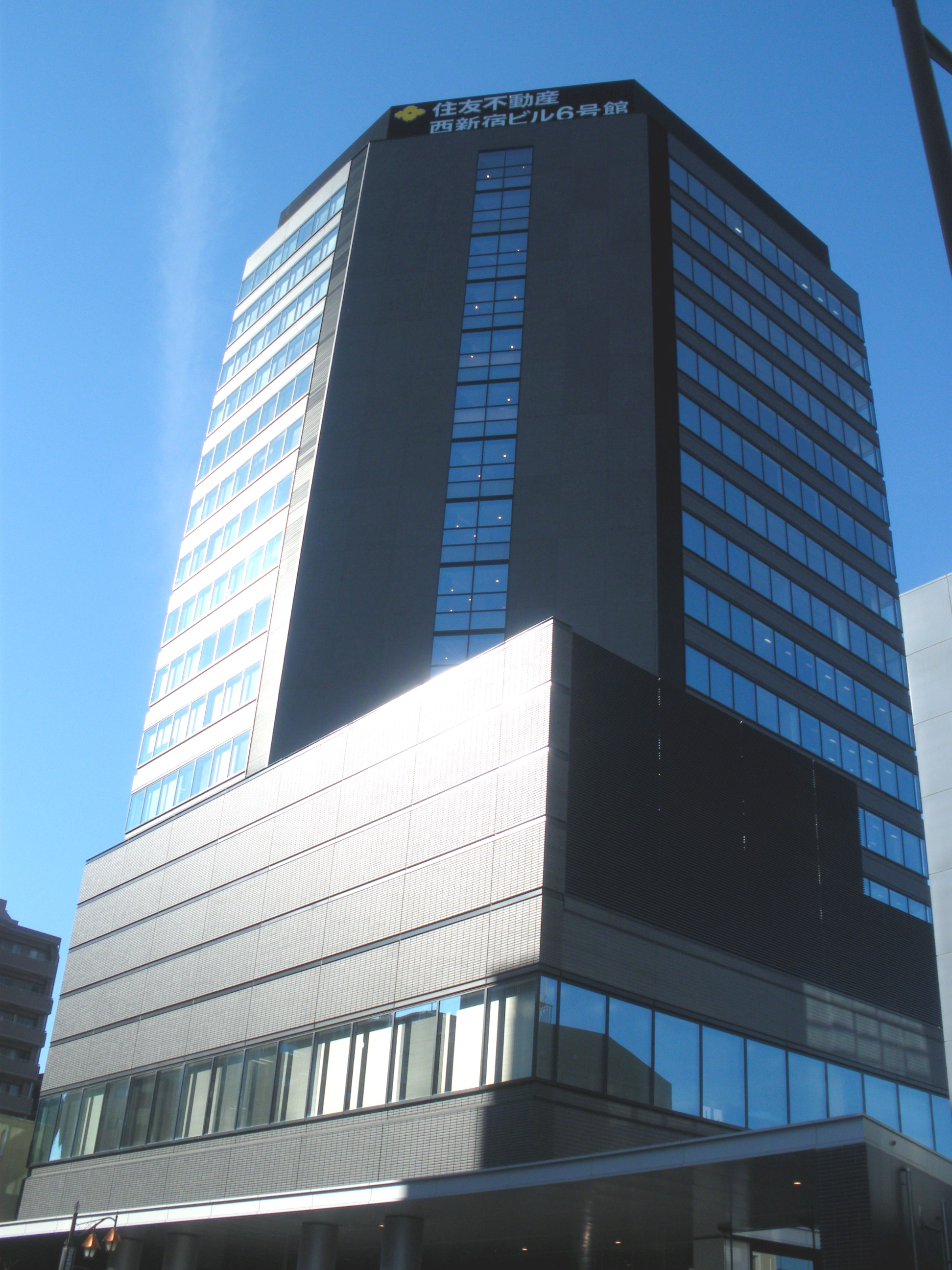
南東角
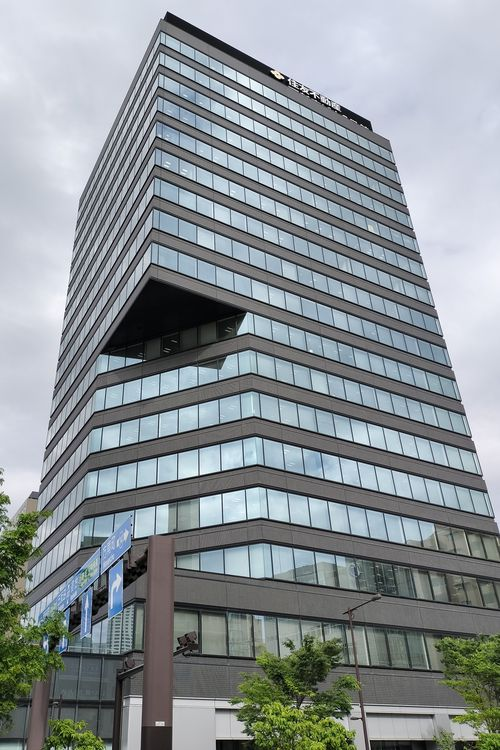
北西角

## シャトルバス
- 新宿駅西口より住友不動産西新宿ビル3号館・4号館・5号館の利用者専用に無料でシャトルバスが運行されている。富士急行の子会社・フジエクスプレスが運営を担当している。また利用に際しては社員証などの証明書の提示が必要で、ビル関係者以外の利用はできない。

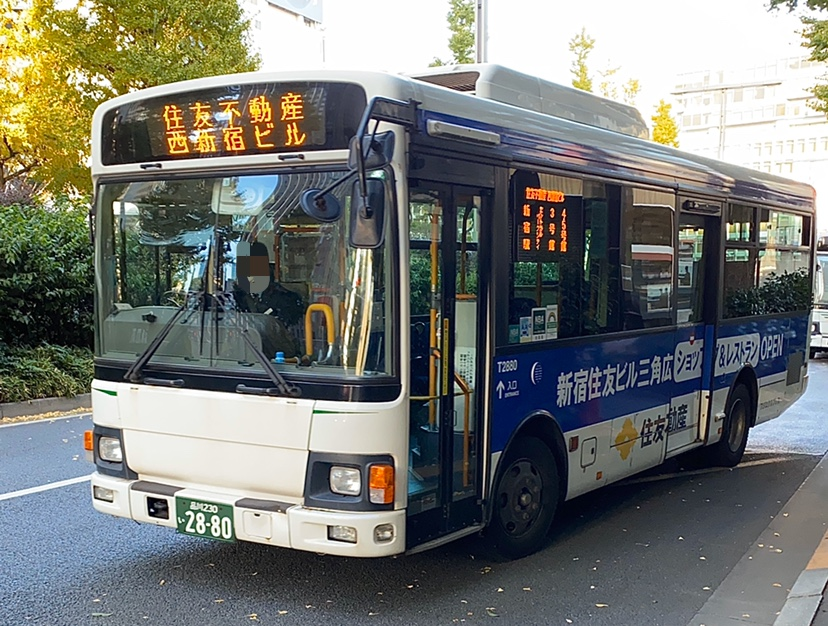
シャトルバス